# Saint-Méloir-des-Bois
 Saint-Méloir-des-Bois  (en bretón Sant-Melar) es una población y comuna francesa, situada en la región de Bretaña, departamento de Côtes-d'Armor, en el distrito de Dinan y cantón de Plélan-le-Petit.

## Demografía
| 263 | 252 | 211 | 216 | 236 | 233 |
| Para los censos de 1962 a 1999 la población legal corresponde a la población sin duplicidades (Fuente: INSEE [Consultar]) |     |     |     |     |     |